# 衛府の七忍
『衛府の七忍』（えふのしちにん）は、山口貴由による日本の漫画。『チャンピオンRED』（秋田書店）にて、2015年5月号から2021年1月号まで連載された。
コミックスはチャンピオンREDコミックスより全10巻。最終巻となる10巻と同時発売となった『チャンピオンRED』2021年4月号にはカラーイラスト集「衛府の七忍の世界」が付属し、単行本未収録のカラーイラスト、テキスト付きで描き下ろされた宮本武蔵と沖田総司の戦い、著者である山口からのメッセージが収録された。

## 概要
同誌で連載していた『シグルイ』や『エクゾスカル 零』と同じく劇画調で残酷描写は多いものの、『覚悟のススメ』のようなケレン味やハッタリあふれる要素も多い。
特定主人公の「○鬼編」という中編を連ねて、怨身忍者が順次に登場していくという構成をとっている。登場人物の多くは、山口の過去の作品に出演した者と同じ外見・名前だが、設定は異なる。諸設定や技にも過去作のオマージュ要素が散見される。特に主人公たる七忍は『エクゾスカル零』に登場したエクゾスカル戦士達に対応している。だが、旧作の主人公たちが用いていた「強化外骨格」「エクゾスカル」が、その名が示すように金属製の鎧という武装であったことに対して、本作の「怨身忍者」は鬼、すなわち妖怪変化の類とされており、主人公たちの身体そのものが変身して、デザインもより生物的になっている。また強化外骨格に準じる兵器は、敵方である覇府の武士たちの方が使用する。さらに単行本4巻収録の第十八話より、『魔剣豪鬼譚』と副題がつけられた「宮本武蔵編」が始まり、怨身忍者への「鬼退治」が描かれる。9巻の「雷鬼編」にて、衛府の七忍が出揃う。
徳川家康が最大の敵として設定されており、家康の社会に鬼たる主人公達が反逆するという物語構造になっている。民草は家康に従う「民兵」と化し、主人公達と敵対する。
文明レベルや民の生活は、基本的には一般的な江戸時代初期を舞台とした作品と変わらない。ただし覇府徳川の武士身分が軍備を独占しており、一部の兵器に用いられる技術力は時代不相応に高い。また忍者は異能の技を用いる。
山口の他作品と同様に、雑誌掲載時から単行本化に際して、絵やセリフの修正がみられ、連載時の数話を一話にまとめ直すという構成変更もあり、単行本と連載における話数は必ずしも一致しておらず、連載誌での話数カウントは途中からやらなくなった。
「このマンガがすごい!2018」オトコ編で第5位。2018年には大阪画廊モモモグラで行われた山口貴由原画展にて連載中である本作の原画が展示された。

## 物語
大和民族が日本列島の覇権を握る。服従を拒んだ異民族は、「まつろわぬ民」としてひっそりと隠れ住むようになる。ときに彼ら被差別民から「怨身忍者＝鬼」が出現するも、吉備津彦命などの英雄によって征伐されてきた。中世の武士たちは戦国時代で覇を競い、慶長5年（1600年）関ヶ原の戦いを制した徳川家康が、江戸に幕府を開く。
元和元年（1615年）、家康によって大坂城は落城。豊臣家は敗北した。家康は将来の反乱の芽を摘むため、豊臣残党の徹底的な粛清を行う。徳川幕府「覇府」は市街や山間に隠れ住む残党追討のため印籠の手形「覇府の印」を配下や民兵に配布し、その威を以て豊臣の残党を狩ることを許した。
「零鬼（れいき）編」（第一 - 三話。1巻）
真田家家臣、兵藤家の娘・兵藤伊織（いおり）は家臣の貝蔵と共に、化外の民が住まう葉隠の谷に落ち延びる。葉隠衆は伊織を受け入れるも、覇府の印を所持する浪人と民兵たちにより谷衆は惨殺され、伊織は捕縛される。葉隠でただ一人生き残った若き青年カクゴは、伊織を助けるために駆けつけるも、正規の武士たる浪人に力およばず破れ、惨殺される。だが死に往くカクゴの前に業火をまとった龍が現れ、常世の国で菩薩の自愛に包まれるか、怨身となって乱世に甦るかの二択を突きつける。
乱世に甦ることを選んだカクゴは怨身忍者・零鬼に変身し、残党狩りを圧倒、彼ら全てを亡き者とした。そうしてカクゴは、伊織と共に家康と対峙することを誓う。
元和元年九月、信濃での出来事である。
「震鬼（しんき）編」（第四 - 六話。1・2巻）
動地一家の忘八・憐（れん）は行き倒れの女・銀狐に惚れ、結婚する。しかし彼女の正体は大坂城のくノ一で、胎に豊臣秀頼の胤を宿している可能性があった。覇府は落胤狩りを行い、疑わしき者は全員黒とみなす。銀狐も追い詰められ、徳川に組する伝説の英雄・吉備津彦命の放った不思議の矢に貫かれて石像にされてしまう。
容疑は晴れたはずの女共の解放という条件で、備中高松城の城主・花房職秀の元に出頭した憐だが、女共は既に処刑されており、憐も釜茹での刑に処され死の淵に立っていたところ、現れた龍神の問いかけに答え、怨身忍者・震鬼に変身。職秀とその配下を瞬く間に惨殺した。銀狐の像を神社に預けて供養した憐は、ヤクザ者を抜けて一匹の鬼として生きる決意をする。
元和元年九月、備州での出来事である。
「雪鬼（せっき）編」（第七 - 九話。2巻）
雪深い飛州錫杖岳・初夜ノ森に住むまつろわぬ民の末裔・六花（りっか）は、父母の死をきっかけに人里へと下る。そこで出会った深見権九郎と心を通じ合わせる。武士をやめ奉納相撲にて勝利を収めた権九郎を婿に、再び初夜ノ森で平和に暮らすことを決めた六花だったが、久保田藩具足奉行・白怒火典膳によって「覇府の権威に泥を塗った」として惨殺される。
死に往く中で龍と出会い、怨身忍者・雪鬼として甦った六花は典膳と対決して倒す。死んだ権九郎の頭骨を杖に刺した六花は再び人里に下った。
元和元年十一月、奥羽での出来事である。
「霞鬼（げき）編」（第十 - 十四話。2・3巻）
志摩の現人鬼（あらひとおに）の異名を持つ両性具有者・波裸羅（はらら）は、生まれながらに怨身忍者・霞鬼となる術を身に着けていた。波裸羅は覇府徳川家に召抱えられ、信濃の零鬼討伐を命じられる。波裸羅は変身することなくカクゴ＝零鬼を圧倒するも、伊織の放った矢に宿った龍の霊力によって石化、彼らの逃亡を許してしまう。吉備津彦命に石化を解除され、彼の部下・累人と共に再び零鬼討伐に赴くが、身分なき者を人扱いしない彼らの言動に自らの出生を重ねた結果、累人を惨殺する。
波裸羅＝霞鬼はカクゴと伊織を呑みに誘う。伊織から共闘要請を受けた波裸羅は徳川に反旗を翻すことを決意する。これによって波裸羅は第四の怨身忍者として手配されるも、その表情と言葉は狂おしいまでの生への愉悦に満ちていた。
元和二年三月の出来事である。
「霹鬼（ひゃっき）編」（第十五話 - 十七話。3・4巻）
琉球に落ち延びた豊臣秀頼を警護する犬養幻之介は、そこでシーサーの化身と呼ばれる戦士・猛丸（タケル）と出会い友情を育む。
また秀頼生存を知った薩摩藩は迎えを琉球へと派兵、秀頼らと合流する。秀頼は蛮族の村で暮らしていたことを恥であると、猛丸らの村を口封じに殲滅するよう島津に命じるが、幻之介が猛丸らは犬同然であり殺すまでも無いと取り成したことで、殲滅は免れる。だが猛丸は言葉通り「犬」に貶められ、終には島津武士の鍛錬として身体をバラバラにされ活き肝を奪われた。それを見た幻之介は秀頼の家臣であることを返上し、猛丸の遺体、意志と一つになり第五の怨身忍者となり、琉球を後にする。
元和元年九月、琉球国での出来事である。
「宮本武蔵編・雹鬼編」『魔剣豪鬼譚』（第十八話 - 二十五話。4・5巻）
剣豪宮本武蔵は、播磨国を訪れた折に、中馬大蔵はじめとする薩摩の武士達から襲撃という形での腕試しを受ける。聞けば、鬼退治ができる剛の者を探しているのだという。武蔵にしてみても、人ならざる敵は未知のものである。島津家久は武蔵に特製の鎧「実高」を贈り鬼退治を激励する。
播磨の鬼は、怨身忍者「雹鬼」明石レジイナ。豊臣方のキリシタン武将である明石全登の姫である。
自らを地獄に落ちた「るきへる」（ルシファー）と断罪していた雹鬼レジイナは、武蔵の二天一流十字の構えにイエスを見出し、あえて斬られることで救いを得る。明石全登が娘の遺骸に「天に召されたのだな」と言うのを見て、武蔵は邪教の鬼と断じ、両者は対峙する。全登の実力は武蔵をも圧するほどであった。逆境の武蔵は巌流島で用いた櫂、巨大木剣「神童殺し」で全登に挑み、また全登は大剣を背負う武蔵に十字架を背負うイエスを重ね見、激突の末に武蔵は鬼征伐を成し遂げる。その顛末を眺める桃太郎。
鬼から人に戻ったレジイナを埋葬し、武蔵と中馬は播磨を去る。元和元年の出来事である。巌流島以降の武蔵の戦いの記録は定かではない。
「霧鬼編」『人間城ブロッケン』（第二十六話 - 二十九話。5・6巻）
元和元年、信州諏訪領。諏訪高島城の諏訪頼水は、異民奴婢の少女テヤンを見初めて愛妾とする。天下取りの野心を持つ頼水は、テヤンを用いて武田信玄の巨具足「舞六剣」の封印を解くが、テヤンには山本勘助が憑依して人格が変貌する。舞六剣の強大な力は、余波で村に震災被害を与えてしまい、異民集落の者たちは、村人たちに誤解から惨殺されてしまう。
ツムグは頼水に怒り、武田信玄の軍扇で戦うも敗れて死ぬ。だが怨身忍者として蘇ったツムグが舞六剣の主となったことで、頼水は負けを認める。
元和元年十月、諏訪湖での出来事である。
「沖田総司編・霓鬼編」『魔剣豪鬼譚』（第三十話 - 三十九話。6 - 8巻）
明治初年、新選組の沖田総司が姿を消した。気づいた総司が見た物は、健在の江戸城天守閣と、旗本を狩る異形の「鬼」霓鬼。総司には慣れぬ過去の江戸であったが、町道場の娘「一果」と恋仲となり、また道場師範代としての居場所を得た。しかし、旗本子女たちを狙う虹鬼により、一果は巻き添えで殺されてしまう。詳細を調べた服部半蔵によって、鬼の素性が明らかとなる。沖田総司と柳生宗矩は、二頭の鬼「霓鬼」「虹鬼」の討伐に出陣する。
柳生宗矩対虹鬼。宗矩に打つ手無し。そこに伝説の桃太郎卿が現れる。鬼退治の英雄は、いとも簡単に虹鬼を討伐する。沖田総司対霓鬼。総司の三段突きが霓鬼の心臓を貫くも、再生力で傷が塞がってしまう。総司はさらなる荒技で霓鬼を滅ぼし、何とか生還する。
総司は、鬼には血も涙もあることを知る。覇府は総司に仕官を誘うも、総司は断り、単身江戸を出奔する。元和元年の出来事である。
波裸羅対金太郎（第四十話。8巻）
志摩の海岸にて、波裸羅は覇府の刺客の襲撃を受け激突する。桃太郎配下の三神獣は己らの力と身分を誇るも、波裸羅は畜生・奴婢と一笑に付し屠る。だが、続いて現れた御伽話の金太郎は強敵で、現人鬼満身創痍の辛勝であった。勝利の後、波受く岩の上に横たわる波裸羅の手には龍神の勾玉が握られていた。
「雷鬼編・上泉信綱編」（第四十一話 - 第四十六話。8・9巻）
大坂の陣で真田幸村は完敗し、真田十勇士も六人が討死した。生き残った四勇士は、弟分の黒須京馬に逢うために、真田信之の城を訪れる。京馬は忍法「淤能碁呂」を用いて、十勇士の骸を己に移植して鬼と化す。だが、傷が癒えぬうちに鬼哭隊に捕らえられる。己を雷鳴と称する京馬は、剣聖信綱に挑戦する。
黒須京馬対上泉信綱。剣聖信綱は強く、京馬は十忍法を駆使して尚、相討ちであった。追い付いた四勇士は、京馬を蘇生させ、命を捨てて敵の追撃から逃がす。雷鳴を背に、おのごろ忍者雷鬼が誕生した。元和元年の出来事である。
「竜宮編」（第四十七話 - 第五十三話。10巻）
怨みが鬼を生むことを理解した家康は、化外者への手出しと奴隷売買を禁じると遺言して、この世を去る。元和二年四月十七日の出来事である。
地上は平和となり、しわ寄せは海底娼館竜宮城に行く。伊織が浦島太郎によって竜宮に連れ去られる。怨身忍者たちは合流し、浦島太郎と戦いとなるも、霧鬼ツムグが争いを収める。竜宮城は怨身忍者たちの居住船となり、鬼たちは南蛮船を襲撃して奴隷を救い出す。徳川秀忠の覇府と竜宮の衛府が対立する理由はなくなる。

## 登場キャラクター

### 主人公・怨身忍者
カクゴ / 零鬼（れいき）
「零鬼編」「霞鬼編」「竜宮編」の主人公。怨身忍者「零鬼」に摩骸神変する。
大和民族から追われた化外の民の住まう「葉隠谷」に住む青年。弓矢や鉈での狩りを得意とする野生児。
葉隠衆は伊織を匿ったかどで浪人と民兵によって皆殺しにされてしまう。カクゴも惨死したが、突き刺された刃物を吸収して怨身忍者として蘇り、覇府に反逆する。伊織は同志であり、また彼女に惚れているが、身分の差で結ばれないことも理解している。
装備している大鉈と脛当は、真田幸村が葉隠谷に贈った業物。鉈での攻撃に加えて、髪で切り裂く「忍法笹掻き」や、髪の針撃ち技を多用する。伐斬羅の血を発火させることも可能。
憐（れん） / 震鬼（しんき）
「震鬼編」の主人公。怨身忍者「震鬼」に変身する。震動を起こして熱を発生させることができる。
ヤクザ者である動地一家の忘八。板倉宿の風呂屋の主。巨体に無数の傷跡がある。二十人力と評される剛力の持ち主。得物は持たない主義。
豊臣秀頼の落胤狩りに関わったことで釜茹でにかけられ刑死したが、熱釜の破片を取り込んで、怨身忍者として蘇る。
六花（りっか） / 雪鬼（せっき）
「雪鬼編」の主人公。怨身忍者「雪鬼」に変身する。冷気を操ることができる。
飛州出羽国雪深き「初夜ノ森」出身。まつろわぬ民の末裔の少女。世間知らずで言葉も拙い。体格はかなり小柄。
森の外には居場所がなく、知り合った浪人の深見権九郎（阿修羅丸）と共に暮らすようになる。だが権九郎を追ってきた覇府の武士の猛毒に巻き込まれ、山まるごと殺されてしまう。凍った病樹をまとい蘇り、この樹を圧縮して怨身忍者の姿となる。
波裸羅（はらら） / 霞鬼（げき）
「霞鬼編」の主人公・敵。「霞鬼」に変身するが、家康側に与する。異常出生の逸話をもつ両性具有者で、「現人鬼（あらひとおに）」の異名をとる。
志摩国は石鏡の漁村出身で、身ごもっていた母もろとも殺されるも、龍と出遭い、突き刺された刃物を吸収して蘇生した。常に不敵な態度で、武技は無双を誇り、化身せずとも人体をたやすく断ち切る。武器は胴田貫の太刀。
型破りにして孤高。あまりにも破天荒すぎて、志摩城主の守隆では御し切れなかった。出生ゆえに、下位身分の少数者に寄ってたかって暴力をふるう「民草」の者たちを嫌悪している。桃太郎に敬意を抱いており桃太郎からも「現人鬼、その美しさ鬼とは呼べぬ」と評されたが、零鬼との対戦の後に桃太郎と実際に対面して端麗人（≒不老不死）のことを聞くと思うものがあったようで後に桃太郎配下の累人と対立、反逆している。
猛丸（タケル） / 霹鬼（ひゃっき・ヒャッキー）
「霹鬼編」の主人公の1人。シーサーの化身たる「霹鬼」の姿をもち、犬養幻之介と怨身融合を果たし、完全な怨身忍者となる。
九十九御城の按司やニライカナイの戦士を名乗る、碧眼の美童。琉球方言で喋り、一人称は「ワー（俺）」。
奴婢として生まれたが脱して、自分達が暮らせる集落を築いたという経歴がある。ゆえに身分という檻に縛られることがない。
伐斬羅の血液を硬質化させて、飛び道具や鉤爪として用いることができる。
明石レジイナ / 雹鬼（ひょうき）
「雹鬼編」の主人公であり、「宮本武蔵編」の敵。豊臣方のキリシタン武将である明石全登（洗礼名ジュスト）の姫。
素性を徳川方に偽り落ち延びたものの見抜かれ、父と家臣達を殺され、自身も責め殺されたところで龍に出遭い、怨身忍者として蘇生した。
責め苦を受けた際に、胸に十字架形の生傷を刻まれ、両手の爪は剥がされた。その指先から呪いを帯びた「鬼の爪」を発射して攻撃する。
怨身忍者となった事実を、信仰と神による地獄堕ちと認識しており、家康派と尖兵の薩摩武士を滅ぼすべく行動する。その際には家臣三人と父に鬼の血を与え、眷属として蘇生させた。
雑誌掲載時は瞳が描かれないシーンが多く、また大人びた容姿であった。明石全登の子女として記録にある人物。
ツムグ / 霧鬼（むき）
「霧鬼編」の主人公。怨身忍者「霧鬼」に変身し、さらに巨具足「舞六剣」を従える。
朝鮮奴僕の少年。背に仏の刺青が掘られている。同胞の死を頼水に侮辱され、また彼がテヤンを攫った犯人と知り、対決するも敗死する。骸は舞六剣に咀嚼されて武田信玄の兜・軍扇と融合して霧鬼として蘇り、舞六剣の新たな主となる。
雑誌掲載時は朝鮮語名「チグム」、和名「ツムグ」とされていた。
谷衛成（たに これなり） / 霓鬼（げいき）
「霓鬼編」の主人公であり、「沖田総司編」の敵。眼鏡の武士。徳川の刀剣鑑定を務めており、剣技は作中白眉を誇る。「兜首落面割重ね胴截断」「土塀越し四ツ胴截断」等の剣技は、試し切りの成果として刀の銘に刻まれるもの。
高潔な人間性を持ち、権力者の指示で剣を振るい人の命を奪う行為に、葛藤を抱いていた。虹鬼の血を浴びて怨身の鬼と化したことをきっかけに、己の正義に従って江戸の旗本を斬り殺し回っている。服部半蔵の調査によって、幕臣でありながら鬼であるという秘密が暴かれ、討伐にやって来た総司と対決。壮絶な戦いの末に総司に敗れて散る。
霓鬼は左右非対称の体の鬼。熱血の異能を補助に、もっぱら剣技で戦う。霓鬼の刀には、柄頭に回転式の刃がついている。
雑誌掲載時の名の読みは「もりなり」。
雀（すずめ） / 虹鬼（ななき）
「霓鬼編」の主人公の一人であり、「沖田総司編」の敵。小柄な少女。舌が無いため会話することができず、また全身には無数の傷跡がある。これらの負傷は、武家奉公での粗相の咎として、舌切り雀になぞらえて舌を切られ、さらに衛成に「古代の銅剣」で斬られて全身をバラバラに切断されたゆえのもの。鬼として蘇り、衛成を同族の鬼に変えた。さらに騙されて毒殺されかけ、完全に覇府を敵視する。
武芸ならぬ鬼の異能だけで柳生宗矩を圧倒し、攻略不能と追い詰める。だが乱入した桃太郎の圧倒的武力に、身体を引きちぎられて敗北。蘇生の可能性もあったが、桃太郎が宗矩に授けた知恵により封じられ、完全に絶命した。
鬼として、火炎を吐く異能を有する。四足獣のような鬼の形態と、雀の人型、そして両者の中間態を自在に使い分ける。
雑誌掲載時の名の読みは「こうき」。
黒須京馬（くろす きょうま） / 雷鬼（らいき）
「雷鬼編」の主人公。真田十勇士に次ぐ忍者で十勇士からは弟分として扱われている。大坂の陣では豊臣方の弟・幸村ではなく、徳川方の兄・信之に与していた。元は備中生まれで、雷厄を呼ぶと忌まれていた家の子供。己を殺して本音を全く語らず、十勇士を冷徹に敵と呼ぶが、心では兄達と強く慕う。己の望みを「稲妻となり砕け散ること」と称し、鬼哭隊上泉信綱に挑戦する。
十勇士の遺骸を移植したことで十忍法を会得し、また信綱がかつて狩った鬼の皮革を纏って雷鬼となる。雷鬼のカラーは赤鬼（9巻表紙）と青鬼（雑誌カラー）の二色がある。
兵藤 伊織（ひょうどう いおり）
「零鬼編」から、主にカクゴと共に登場する。足軽の娘。実は真田幸村の落胤らしい。
武芸の心得がある。武士の娘としての誇りと義を重んじており、教条的な事柄を重んじる。凄むと口調が荒っぽくなる。気持ちの上ではカクゴを憎からず思い、また身分の差という隔たりを前にして揺れ動いている。
「霞鬼編」では、現人鬼・波裸羅と戦い、龍の力を以って一旦は退ける。後に波裸羅が翻意しカクゴと和解した際に徳川を打ち倒すべく共闘を要請する。
銀狐（ぎんこ）
「震鬼編」に登場。大坂城奥御殿女中九尾組（女中を兼ねたくノ一）。
行き倒れていたところを憐に助けられ、その器量に惚れた彼と結婚する。覇府に「豊臣の落胤」として命を狙われ、忍法で奮闘するも、吉備津彦命の放った魔弓石女の矢（まきゅううまずめのや）に射抜かれて石像になってしまう。「竜宮編」にて石化を解かれて蘇り、竜宮でアメノウズメの舞を踊る。
テヤン / てや
「霧鬼編」に登場。朝鮮奴僕の少女。右頬にほくろがある。身内からは「テヤン」（太陽＝태양という意味）、倭人からは「てや」と呼ばれる。
諏訪頼水に見初められ愛妾となり、信玄の七星軍扇を用いて舞六剣起動の儀式を行ったところ、山本勘助に憑依されて人格が変貌する。勘助憑依後は右眼を閉じており、また右足がもげたため義足になった。舞六剣の復活以後ツムグと行動を共にする。
舞六剣（ぶろっけん）
武田信玄の巨具足。「霞鬼編」にて存在が言及され、「霧鬼編」＝『人間城ブロッケン』にて登場。
山本勘助の作。武田の家訓「人は城」を体現させ、「人間城」の異名をとる規格外の超巨具足。三方ヶ原の戦いにて、家康の金陀美を敗走せしめた。勘助は天下人だろうが止められないと自信がある。
信玄亡き後は諏訪湖に眠っていた（伊織には琵琶湖に眠っていると伝わっていた）が、信玄の兜と軍扇を用いた復活の儀式を経て胴体が起動し、信玄の乗馬「鬼鹿毛」（おにかげ）が変形した頭部と合体して完全になる。

### 主人公・魔剣豪
宮本武蔵（みやもと むさし）
『魔剣豪鬼譚』「宮本武蔵編」の主人公。作州浪人。二天一流の剣豪。誰にも出来ぬ難題と聞けば、ならば己がと挑戦する男。人を斬り続けてきたことで、死者の念などは無く己の剣こそを信じているが、それらを超えた超常未知の存在「鬼」が現実にいることを知る。
播州にて、薩摩藩の中馬大蔵に鬼退治を依頼され、「備中守実高」の鎧を譲られる。この鎧は鉢かづき姫の逸話に由来し、目方三十四貫（127kg相当）、並の者なら一歩も動けない「枷」という代物を、己の「外骨格（ほね）」と纏う。さらにチェストを「知恵捨て」と喝破し己の兵法とする。大小二刀は、拵えにも開閉式刃を仕込んだ特製の「武蔵拵え」。
巌流島決闘など有名なエピソードは回想にて断片的に言及される。
沖田総司（おきた そうじ）
『魔剣豪鬼譚』「沖田総司編」の主人公。幕末の新選組剣士。菊一文字則宗を所持する。細身で弱そうな外見ながら、新選組の仲間からは「戦国時代なら大名にまでなれた」と太鼓判を押される名剣士。特に突き技を得意とする。幕末の晩年は病がちであったが、深刻な死病ではなく、池田屋事件での吐血の逸話には「殺した敵の血を啜っていた」という真相がある。
慶応4年=明治元年より、菊一文字と共に元和年間の江戸にタイムスリップしてくる。歴史の予備知識を持つが、行動原理が「誠」の価値観であるために、江戸の剣士とトラブルになる。時代を超えてやって来た己の使命を「鬼退治」と自覚し、幕臣として、江戸に仇なす谷衛成＝霓鬼と対決する。衛成を「志士の正義がある」と見立てるも、新選組として斬る決意がある。羽織の下には拡充火忍無縄（伊賀忍の拡充具足）の防具の一部を着込み、剣技の補助に火器も用いる。

### 桃太郎と鬼哭隊
伝説の剣豪たちで組織した「鬼哭隊」（きこくたい）。判明しているメンバーは、吉備津彦命、塚原卜伝、伊東一刀斎、上泉信綱、疋田残酷丸、宝蔵院慈悲丸、坂田金時。
吉備津彦命（きびつひこのみこと）
孝霊天皇皇子・大吉備津彦命。通称を桃太郎卿。御伽噺にちなんだ摩訶不思議な武具と、奇怪な配下を多数有する。「鬼哭隊」の長。
飛鳥時代の温羅征伐の軍神で、備州鬼ノ城を居城とする。時代の支配者からまつろわぬ民の粛清と引き換えに不老長寿を得るための「置き血」を受け続けた結果、1000年以上生きている伝説の英雄。元和元年時点では天下を取った徳川家康に与している。権力に逆らう衛府の者達とは長年にわたり戦いを続けてきた。
初登場は「震鬼編」で、地元備州を治める花房職秀に、豊臣秀頼の落胤狩りを命じる。怨身忍者が出現した事態を受けてその後も少しずつ登場しており、「沖田総司編」にて遂に出陣。虹鬼をた易く引きちぎり、神州無敵と称される実力を披露した。
三柱の神獣：串猿（くしざる）、毬犬（まりいぬ）、紅雉（べにきじ）
桃太郎配下の鬼退治三柱の神獣（初登場時、獣臣と書いてしもべとも）。両性具有の存在であり、元々は鬼であったが吉備団子を食べて桃太郎の配下となった。串猿は手甲鉤、毬犬は面頬の顎による噛み付きと両手に持つ短刀、紅雉は面頬の嘴による啄み・刺突と足爪による攻撃をそれぞれ用いる。
「震鬼編」の桃太郎初登場から共に登場している。第四十話にて波裸羅への刺客として差し向けられるも、波裸羅に瞬殺された。
累人（かさねびと）：栗彦（くりひこ）、針彦（はりひこ）、泥彦（どろひこ）、臼彦（うすひこ）
「霞鬼編」に登場。桃太郎の配下達。兵として、血筋を交配させて造り出された異形の者たちであり、独特の忍法を操る。御伽噺・猿蟹合戦にちなんだ上記の4名が登場。
桃太郎同様の永遠の命と「瑞麗人（きらぎらびと）」の身分を求めている。零鬼を圧倒するも、波裸羅と仲間割れとなり、全滅する。
柳生宗矩（やぎゅう むねのり）
「沖田総司編」に登場。徳川家の剣術指南役。覇府の剣士。柳生新陰流の剣術を振るい、活人剣を「手足をつめて首と胴を活かす」（＝殺すことなく責め苛むことで自白を引き出す）と称する。武具は名刀「大天狗正家」や、天狗を模した拡充具足など。
総司を旗本狩りの犯人と疑い、対峙する。剣技では総司を上回るも、彼の刀が菊一文字と知ると、「桃太郎の縁でやって来た鎌倉時代の武士」と誤解して、戦いをやめる。鬼の正体が判明したことで、完全武装で総司とともに虹鬼の討伐に向かう。桃太郎卿に心酔するも、面識はなかった。
金太郎（きんたろう）
第四十話に登場。真っ赤な肌をした巨体の幼児で坂田金時の子孫。波裸羅をも危機に追い込む膂力の持ち主であったが、幼児故に骨格が癒合しておらず、頭頂部の「百会」を貫かれ、脳から体内を爆裂させられ敗死。
上泉信綱（かみいずみ のぶつな）
「雷鬼編」の敵であり、『魔剣豪鬼譚』「上泉信綱編」の主人公。鬼哭隊。
100年以上生きている剣聖。「時澱み」という秘術を修得しており、間合内の全ての物が遅く鈍重になる。蝙蝠の群れに囲まれ、鎧姿へと変身する。
秀綱を名乗っていた若いころ、愛洲移香斎の元で武術を学んだが、あくまで真っ当に優れた武士であった。壮年に至り、武田信玄の舞六剣と戦うという極限状態にて、異能「時淀み」に開眼する。それでも数の差で敗死は必須であったが、駆け引きで戦を納める。代償に、名に信玄の「信」を刻まれ改名する。
坂田金時（さかたのきんとき）
「雷鬼編」最終盤に登場。鬼哭隊。身の丈が木々や鬼哭塔に比肩するほどの巨人。御伽話の金太郎その人であり、巨大な鉞を武器とする。
瑞江浦嶋子（みずのえうらのしまこ）
「竜宮編」に登場。大柄な漁師。御伽話の浦島太郎その人。

### 重要人物
龍（りゅう）
龍神とも。主人公たちが惨死した際、死に往く意識の中に現れ、苦しみの無い世界に往くか、怨身となりて再び乱世に往くかを問う。
「霞鬼編」にて、衛府と呼ばれる異界の住人と判明。全ての命は平等と考えており、身分制度を重んじ、まつろわぬ民の粛清を目論む時代の支配者と長らく対峙している。
無念を残して死に往くまつろわぬ民に怨身忍者の現し身を授ける。波裸羅と相対していた伊織に宿り、その身が放った矢に一時の霊力を与え、波裸羅を石化させたこともあった。
宙（ひろし）
動地一家の亡八で憐の子分。銀狐と共に蜻蛉の襲撃を受けた際に、睾丸を抜かれ、以後はオネエ言葉になってしまう。憐の出奔後も同行する。
深見 権九郎（ふかみ ごんくろう）
「雪鬼編」に登場。大坂の役で豊臣方についていたことから、覇府に追われる身となった元侍。
相撲が趣味で、醜名（＝四股名）は阿修羅丸。背中に真っ赤に爛れた大きな火傷の痕があり、それが燃えさかる阿修羅のように見える。
意気投合した六花と初夜ノ森で共に暮らすことを誓うも、相撲で一番になりたいという夢を叶えるため、奉納相撲にて武御雷丸と対峙し打ち破る。六花の婿となるも、「覇府に泥を塗った」と白怒火典膳によって虐殺される。雪鬼立花によって仇を取られて供養される。
犬養 幻之介（いぬかい げんのすけ）
「霹鬼編」の主人公の1人。豊臣秀頼を護衛する武士。豊臣兵団の精鋭「七手組」であったが、大坂の陣にて左腕を失い隻腕となった。
琉球にてタケルの友となり、タケルからは「ゲンノスキ」と呼ばれる。タケルが主君秀頼の命で薩摩のぼっけ者の野郎共に「ひえもん取り」で解体された直後、秀頼の命でタケルの生肝を抜いた武市 千加太郎と徒手での戦いを行い致命傷を負うも、秀頼に暇乞いをした後ひえもん取りでバラバラとなったタケルの遺体と混ざり合って一体となり、蘇ったタケル＝霹鬼の半身となる。
雑誌掲載時は「犬養源之助」という名前であった。
中馬大蔵（ちゅうまん おおくら）
「宮本武蔵編」に登場。薩摩藩士。顔じゅうに傷跡が走り、手指が何本か欠損しており、関ヶ原から生還した歴戦の豪傑。身内からは薩摩方言風に「ちゅんま」と呼ばれる。
覇府より播磨の「鬼退治」の命を受けた島津家久から陣頭指揮を任され宮本武蔵に助太刀を依頼し、関ヶ原の縁を理由に快諾される。武蔵を「虎」と評し、惚れ込んでいる。明石全登と戦い生還。
明石全登
「雹鬼編・宮本武蔵編」に登場。南蛮甲冑の武将。ジュストの洗礼名をもつキリシタンにして、大坂五勇将。レジイナの血で鬼として蘇生した。INRIの剣は槍ほどの間合を持ち、そこから振るう武技は剣豪武蔵すら凌駕する。その武力と常軌を逸した思想は武蔵に父・無二を連想させるほど。武蔵と対決して完敗。
ドルスス朧丸（ドルススおぼろまる）、ウルバヌス盤嶽（ウルバヌスばんがく）、フランキス与四郎（フランキスよしろう）
「雹鬼編・宮本武蔵編」に登場。明石全登の3名の家臣。レジイナの血で蘇った。キリシタンのため和洋が混在する。「でうすの御業で地獄に堕ち、るきへると化した」とみなしている。それぞれ吸血鬼・狼男、フランケンシュタインの怪物がモデルで、名前・容姿・異能に反映される。不死性を誇るも、武蔵の二刀と実高で攻略され、全滅した。
梟（ふくろう）
ゴッツァンを連呼する力士風の男。その姿は「生き甲冑」という生身を模した外殻であり、中の正体は全身の皮膚を削ぎ落とした「剥き人」である。武御雷丸の同類機であり、大坂の陣図屏風に描かれた「なぜか戦場にいて大暴れしている、裸形の巨漢」はこの兵器のこと。頼水の兵としてツムグと戦い優位であったが、軍扇の力で形勢逆転され、テヤンの舎弟を名乗ってツムグ側に就く。
釘宮 一果（くぎみや いちか）
「沖田総司編」に登場。釘宮三平の一人娘で一人称は「一果」または「あーし」。総司と相思相愛の仲となるが、虹鬼の手により命を失う。
猿飛佐助（さるとび さすけ）
京馬に奥歯をおのごろする。忍法は奥歯噛み（猿飛陰流・時澄まし）。
大坂を生き残り、弟分の京馬に会いに真田信之の城を訪れる。自らの一部と仲間の遺骸を京馬におのごろし、忍務を捨てて好きに生きろと託す。後に、鬼哭塔で京馬を逃がすべく坂田金時を足止めする。
霧隠才蔵（きりがくれ さいぞう）
髪をおのごろする。忍法は映し髪。変装の達人。佐助と共に、金時を足止めする。
筧十蔵（かけい じゅうぞう）
右腕をおのごろする。忍法は灼然。鉄砲の達人。鬼哭塔で京馬を蘇生させるべく、心臓をおのごろする。
穴山小助（あなやま こすけ）
両耳をおのごろする。忍法は他心通。機械式の木箱で浮遊する少年。命と引き換えの忍法念送で、京馬を逃がす。
三好清海（みよし せいかい）、三好伊三（みよし いさ）、望月六郎（もちづき ろくろう）、由利鎌之介（ゆり かまのすけ）、根津甚八（ねづ じんぱち）、海野鹿路兵衛（うんの ろくろべえ）
十勇士のうち、大坂の陣にて戦死した者達。青海は胴体（呑牛腹）、伊佐は左腕（破城槌）、鎌之介は右脚（韋駄天）、六郎は舌（爆ぜ涎）、甚八は胴丸の胸部（鰓瞼）、鹿路兵衛は眼球（濡れ眼）を京馬におのごろする。

### 覇府（はふ）
徳川 家康（とくがわ いえやす）
治国平天下大君。豊臣家を滅ぼして天下の支配者となった。元和偃武を宣言し、天下泰平の徳川幕府は260年続くことになる。
駿府城を居城とする。専用の巨具足「金陀美（きんだみ）」を所有する。これらの強大な軍事力を以て平和を実現させている。
徳川秀忠
二代将軍として江戸城にいる。最終話にて登場し、竜宮の雷鬼京馬からの書状を読み、捨て置くと結論付ける。
本多 正純（ほんだ まさずみ）
徳川家康の四大王衆天、冷厳大老。首に切断面があり、胴体が頭部を抱えているという怪人。頭部はそのままで他者と会話を行う。自身同様の首無兵たちを従え駿府城の二ノ丸御殿にて波裸羅を検分した。
大久保 忠隣（おおくぼ ただちか）
「沖田総司編」に登場。徳川秀忠が治める江戸において老中を務める。フランクな言葉遣いで目下の者に接し、谷衛成に半ば強権的に既に銘の入った自らの佩刀の試刀を申し付けるなど、調子のよい軽薄な人物。
服部 半蔵（はっとり はんぞう）
「沖田総司編」に登場。服部半蔵正成。伊賀忍者の棟梁。仮面で素顔を隠した変装の達人。霓鬼と虹鬼の情報を大久保忠隣と柳生宗矩に報告し、総司には秘中の拡充火忍「無縄」を提供する。総司と霓鬼の戦いを監視し、一時参戦するも霓鬼には敵せず撤退。事件終結後、江戸を出奔する総司の前に見送りに現れるも、権力側からの刺客と（同類の総司ゆえに）見抜かれており、斬られる。
鴆（ちん）
巨大な毒鳥。覇府が駿府城の地下にて管理飼育している。採取される猛毒は覇府の印に注入され、諸大名への抑止力や殺戮兵器として用いられている。

### 大名・旗本
真田幸村（さなだゆきむら）
大坂の陣で討死した、豊臣方の勇将。定紋は六文銭。兵藤伊織や真田十勇士の主君である。
花房 職秀（はなぶさ もとひで）
「震鬼編」に登場。備中高松城の城主。枕元に現れた吉備津彦命の御伽仕立瘤取剣で生ける福笑いにされたのち、その命を受けて豊臣秀頼の胤を宿す女を狩るため、領内の素性の知れぬ身重の女を捕らえ処刑する。女達の放免と引き換えに名乗り出た憐を釜茹でにし、怨身忍者「震鬼」へと覚醒させてしまう。
最後は腰元達を盾に助かろうとするが、憐の怨身忍法「震え抜き」で心臓を抜かれる。大義を語り命乞いをするが、聞き届けられず、心臓を潰されて絶命。
豊臣秀頼（とよとみ ひでより）
「霹鬼編」に登場。落城した大坂城主。先立つ「震鬼編」にて、桃太郎により彼の落胤狩りが行われ、これが震鬼現出のきっかけとなった。
大坂城跡にて発見された遺体は影武者であり、本人は琉球の集落に匿われるが、現地人への感謝は無く、それどころか彼らを畜生以下と蔑視し、恥辱に怒りを燃やしていた。
幻之介を捨てたことで島津義弘にも不信を買い、霹鬼に不信を増幅された義弘から顔の前面を削ぎ落とされ、再起の道を絶たれる。その後は薩摩の地で住民に慕われ68歳まで生きながらえた。
嫡子の豊臣国松7歳は「雪鬼編」で処刑されたことが語られており、正式な後継は絶えた。また「霞鬼編」にて波裸羅は、死罪宣告された国松の関係者を装う作戦で、零鬼と伊織をおびき出した。
島津 義弘（しまづ よしひろ）
「霹鬼編」に登場。関ヶ原激戦「島津の退き口」生還の猛将。薩摩の軍を率いて琉球に秀頼を迎えに訪れる。
島津 家久（しまづ いえひさ）
「宮本武蔵編」に登場。島津家当主。
覇府勅命の播磨の鬼退治の指揮を、中馬大蔵に命じる。宮本武蔵に実高の鎧を授け、自らチェストを打ち込み強度を試す。武蔵が鬼退治をなした際には、散った部下たちの仇を取ったと感涙した。
武田信玄（たけだしんげん）
前世代の武将にあたる。法名：武田法性院信玄入道。巨具足「人間城」舞六剣の主。山本勘助や諏訪家の旧主君。
「霧鬼編」冒頭にて舞六剣の活躍、三方ヶ原合戦が描かれる。若き家康の「砦」たる金陀美を嘲笑い、「城」舞六剣を見せつけ、圧倒的戦力差で大勝。家康は敗走した上に脱糞するなど生涯無二の大敗北を喫した。
諏訪頼水（すわ よりみず）
「霧鬼編」に登場。諏訪高島城主の息子。視聴覚、嗅覚といった感覚を研ぎ澄ます拡充具足「無明」を身に纏い、武田信玄の巨具足「舞六剣」を自らのものにしようとする野心家。「地に立てた刀を切り上げる」という剣術でツムグを斬り捨て死に至らしめるも、無明を着装した状態で舞六剣の砲撃による大音響を間近で浴び、視聴覚を失う。城も壊滅させられたことで負けを認め、家督を息子に譲って出家した。
千本 義隆（せんぼん よしたか）
「沖田総司編」に登場。旗本。本多正純から贈られた皿を割った奉公女の雀を罰し、谷衛成に斬らせ、霓鬼と虹鬼が怨身する原因を作った人物。虹鬼に殺され、屋敷ごと焼かれた。
真田信之（さなだ のぶゆき）
「雷鬼編」に登場。真田幸村の兄で信州上田城の城主。大坂の陣では兄は徳川・弟は豊臣という別陣営に与した。幸村配下の真田十勇士の生き残りと対面。

### 零鬼編
貝蔵（かいぞう）
兵頭家用人。伊織を葉隠谷の里まで導くが、薄田惨四郎に捕まり惨殺される。
ジン
葉隠衆の頭目。葉隠谷に棲む化外の者（近隣の民兵達による呼称）達の長。カクゴが留守の際、薄田惨四郎や赤鍬刑部と民兵らによって集落ごと惨殺される。
薄田惨四郎（すすきだ ざんしろう）
覇府の印を持つ浪人くずれ。左目辺りから口元にかけて縦に大きな傷痕があり、面頬で顔の左半分ごとその傷痕を隠している。
赤鍬刑部と民兵を率いて信濃山中で豊家の残党狩りを行う。太刀を武器とし、卍流なる武技で貝蔵を惨殺。零鬼へ摩骸神変したカクゴによって怨身忍法「剥き衣」で上半身の皮膚を剥がされのたうち苦しんでいるところを伊織によって石で頭を砕かれた。
赤鍬刑部（あかくわ ぎょうぶ）
薄田惨四郎の相棒たる浪人くずれ。太刀と種子島で武装する。
武士の剣技でカクゴを斬殺するも、蘇ったカクゴ＝零鬼の怨身忍法「笹掻き」でバラバラにされた。

### 震鬼編
蜻蛉（あきつ）
備中板倉宿の郊外で間引き婆として生きる老女。元は花房職秀の奥女中で妾であったが奥方の手により城を追われ、間引き婆として生計を立てていた。
花房職秀から桃太郎伝の吉備団子を授けられ、若返って異形と化し覇府の奴婢となる。銀狐と戦い倒されるが、銀狐に隙を作り桃太郎の不意打ちを成功させる。

### 雪鬼編
白怒火 典膳（しらぬい てんぜん）
出羽の国久保田藩具足奉行。打込式鎧櫃より発射される筋骨拡充具足「天功丸（てんこうまる）」を瞬着する。
徳川勝利を祝う奉納相撲にて覇府お抱えの力士に打ち勝った権九郎を許さず、奉納相撲の観客・関係者共々皆殺しにした。その後、怨身忍者となった六花（雪鬼）と対峙するも敗北。潔い言葉で果てようとするが、それを許さなかった雪鬼の怨身忍法・飛州おろしの寒風を浴びて、肉を削ぎ落され、生ける骸骨と化す。
雪鬼が初めて怨身した際には、彼が投げつけた槍を吸収している。
作中で最初に拡充具足を着装した人物。天功丸はひとたび着装すれば五年は寿命が縮むとされており、典膳の寿命は残り少なかった。
武御雷丸（たけみかづちまる）
白怒火典膳が呼び寄せた覇府お抱えの力士。対戦相手を手も触れることなく真っ二つにする神業で神君家康の威光を知らしめようとした。外見は巨躯の力士だがその実態は生き甲冑を纏った「剥き人」で、開閉腹部の中から太刀を振るい相手を斬っていた。
久保田領の6名の浪人
奉納相撲にて武御雷丸の神通力を見て志を萎えさせた刹那、阿修羅丸の一言と、その相撲を見て意気を取り戻す。その夜、白怒火典膳の逆賊狩りによる仕官の誘いに喜々として従おうとするが、相手が阿修羅丸と知って翻意し、白怒火典膳に立ち向かい全員死亡。

### 霞鬼編
玄奘尼（げんじょうに）
生き菩薩と称される、若く美しい尼僧。彼女を犯すためにやってきた波裸羅に抗うも、抵抗虚しく蹂躙される。
百足巻巻之介（むかで まきまきのすけ）
覇府の伊賀忍者。3人の部下を率いる。零鬼を待ち伏せして交戦するも敗れ、彼ら自体波裸羅の前座でしかなかった。

### 霹鬼編
箕堂涼千代（みどう すずちよ）
幻之介の後輩の少年武士。琉球に逃れた秀頼に、小姓の務めとして自分の身体を差し出す。現地の娘と交流を育み、武士身分に凝り固まった思考が変化する。
武市千加太郎（たけち ちかたろう）
島津の士。怪力の女。自らの手で乳房をひっちぎって野郎の仲間入りを果たした猛者。
首里城にて猛丸の「ひえもん（肝臓）とり」に参加し、その生肝を素手で摘出し、奪った。幻之介と素手で試合し、顔面を潰され果てつつ、幻之介に致命傷を与える。
島津の士3人組
蜷尻左近（みなじり さこん）、入来鹿太郎（いりき しかたろう）、樋脇数馬（ひわき かずま）。首里城にて犬養幻之介に因縁を付けてくる。幻之介を侮辱し、反撃を受けて尻餅をついた左近は恥辱を感じてその場で切腹、2人は介錯と合掌をして弔った。彼らのぼっけ者という在り方は、幻之介を「薩摩の狂犬ども」と戦慄させる。入来と樋脇の2人は次章の宮本武蔵編の導入部にも登場。武蔵にチェストをかますも、二天一流の相手にならず倒される。

### 宮本武蔵編
佐々木 小次郎（ささき こじろう）
細川家剣術指南役。「巌流」の異名を持ち、備前長光を用いる。作中3年前に当たる慶長十七年に豊州、舟島で宮本武蔵と決闘を行い敗死した。
武蔵からは「人間にあらざる者＝神童」と評されていた。対策されており、武蔵は櫂を木剣に用いたのではなく、超特製の木剣を櫂にすることで持ち込んだという真相がある。
宮本 無二（みやもと むに）
宮本武蔵の父で美作の住人。薙ぎ突き搦め捕るに長けた十手器を得物とし、武蔵からは我が狂へる父と評される武芸者。
金井文兵衛（かない もんべえ）
薩摩の少年。眼鏡をかけている。年若ながら文武両道。戦略的に退却を説いたり、蛮勇をたしなめたりと、抑え役となることが多いものの、これは臆病ゆえではなく、チェストの心得も十分に体得している。
逆境にて全登に知恵捨てをかまし、あえなく落命、剣に串刺しにされ火葬される。だがその炎が、瀕死の全登を焼き尽くし滅ぼす。

### 霧鬼編
イキチ
諏訪領ミゾロギ集落の親方。壬辰倭乱（秀吉による文禄・慶長の役）の奴僕異民。差別を受けるミゾロギ集落を守るため、鵜縄村とは極力諍いを起さぬよう努めている。ジンベとヌッコロに続いて、集落ごと惨殺される。
ジンベ、ヌッコロ
諏訪領ミゾロギ集落の住民。ツムグ、テヤンと同年代の若者。舞六剣起動に伴う震災にて、誤解から惨殺される。
ゴンゾ
諏訪領鵜縄村の住民。ミゾロギ集落のツムグ達とは度々諍いを起こす。舞六剣起動による大地震で鵜縄村が大損害を被った際にはミゾロギ集落の住民を身を挺して擁護したが、村への裏切りとみなされて惨殺される。
棟田 新八郎（むねた しんぱちろう）
諏訪領の番士。差別を受けるミゾロギ集落のツムグ達にも同情的な姿勢を示し、舞六剣起動の際の大地震で鵜縄村の村民が暴走した際もミゾロギの住民を保護する姿勢を取るも、結果として裏目に出ることとなってしまう。

### 沖田総司編
釘宮 三平（くぎみや さんぺい）
江戸に住まう御目見以下の御家人身分で剣術道場を開いている。一果が拾ってきた沖田総司を道場に迎え入れる。

### 雷鬼編
愛洲移香斎（あいす いこうさい）
上泉信綱編に登場。上泉秀綱（後の信綱）の師。仙人めいた容貌の怪人物。
陰ノ流は、信綱の神影流、および柳生新陰流の源流たる大巨頭。神影流系では猿神の技、新陰流系では天狗の技とされる。

### 竜宮編
乙姫（おとひめ）
御伽話の乙姫その人。海底娼館竜宮城の主。

## 用語
まつろわぬ民
古代の日本には、熊襲、蝦夷、土蜘蛛、隼人など、異なる文化を持つ民族が混在していたが、戦上手の大和の民は他民族を攻め滅ぼし服従させた。このとき大和への隷属を拒み、棲家を奪われた人たちを、大和は「まつろわぬ民」と呼んでいる。
戦国から覇府徳川政権下での日本列島では、身分制度が徹底しており、高貴なる者と民草の間には厳格な格差が存在している。だがまつろわぬ民は、覇府の権力には従おうとしない。
衛府（えふ）
作中ではあまり掘り下げられておらず、明言されていない語である。単行本3巻のあとがきによると、まつろわぬ民が異界に求めた幻の都のこと。琉球のニライカナイ、キリシタンのぱらいそ（天国）、朝鮮半島のアリランなど、様々に語られるが、総じて夢物語の「身分の檻のない世界」である。現実に権力を握っている者達へと反逆する、異界の勢力である。怨身忍者は衛府の戦士、反逆の尖兵とされる。
覇府（はふ）
徳川家康が創設した武家政権。江戸幕府・徳川幕府に相当し、さらに作中で特に「覇府」と強調して呼称される。
覇府の印には、「炎に丸と三つ葉葵」の御紋が描かれている。
民兵（たみへい）
侍身分にないが、覇府の印によって豊臣派の粛清・虐殺の大義名分を得た民草の総称。正規軍人ではないため、竹槍などのほか、戦で傷み払いとなった武具や農具などを凶器に用いる。
覇府の印を所持した武士に使役された百姓や（零鬼編）、役人に踊らされる町人たち（震鬼編）など、様々な身分の者たちがいる。徳川の威光を笠に着て、本来身分が上である豊臣侍を蹂躙することができるため、武士以上に残虐な行為を嬉々として実行する。
武士
侍身分の者。武術を身につけ、装備品の質も高い。
弓矢槍鉄砲などの武器を用い、ほとんどの者が基本装備として刀を差している。徳川方の組織化された正規軍人は二本差ししている場合が多い。
また一部の者は強力な鎧・具足を纏って戦う。
伊賀忍者
「霞鬼編」から登場。覇府徳川が擁する、伊賀出身の忍。身分は侍。
おのおのが不可思議なからくりの忍術を身につけ、徳川の任を仕果たすためなら喜んで命を捨てる。伊織評によると相当強いが、零鬼ならば一対一で撃破が可能。
「沖田総司編」にて、頭領の服部半蔵が登場。火薬の製造技術にも長けており、江戸の屋敷には時代を先取りした秘密兵器を隠し持つ。諜報にも優れ、霓鬼と虹鬼の素性すら調べ上げるも、（別時代からやって来た）総司の調査は全く手がかりが見つからず断念している。
薩摩藩
「霹鬼編」から登場。島津氏が守護・戦国大名として治めていた。元和元年時点での当主は初代藩主・島津家久。関ヶ原の負け戦を生還した島津義弘も今なお現役である。関ヶ原の戦いでは西軍（非徳川）、本編の六年前には琉球に出兵して琉球王国を服属させている。義弘が秀頼を擁立する一方で家久は徳川の命を受けるなど、天下の覇府にとってもいまだ油断ならぬ勢力。
「チェスト」の掛け声や「ひえもんとり」などの行事に代表されるような、死を恐れぬ強力な武士道で統制されている。
幻之介が「腕は確か」と評するほどの実力者達の集団であるが、武蔵の武芸や鬼の異能には力およばない。
旗本奴
「沖田総司編」で描写される。徳川直参旗本の子息で、無頼化している。戦国色濃厚で狼藉を働き、霓鬼によって次々と斬殺されている。
最初に雷音寺 鬣丸（らいおんじ たてがみまる）、花房 死万騎（はなぶさ しまんき）、鍋島 轟羅夢（なべしま ごうらむ）の3人が登場。総司を鬼と疑い戦いとなるも、総司の幕末で培った実戦技と天然理心流の突き技に敗れて全滅する。総司曰く「幕末の腑抜けた旗本よりはるかに強かった」という。宗矩は総司と旗本奴による警備組の立ち上げを構想していたが、総司に拒否され実現しなかった。

## 書誌情報
- 山口貴由 『衛府の七忍』 秋田書店〈チャンピオンREDコミックス〉、全10巻
  1. 2015年11月1日発行（同年10月20日発売）、ISBN 978-4-253-23851-9
  2. 2016年6月1日発行（同年5月20日発売）、ISBN 978-4-253-23852-6
  3. 2017年1月1日発行（2016年12月20日発売）、ISBN 978-4-253-23853-3
  4. 2017年9月1日発行（同年8月18日発売）、ISBN 978-4-253-23854-0
  5. 2018年4月1日発行（同年3月19日発売）、ISBN 978-4-253-23855-7
  6. 2018年10月1日発行（同年9月20日発売）、ISBN 978-4-253-23856-4
  7. 2019年4月25日発行（同年4月19日発売）、ISBN 978-4-253-23857-1
  8. 2020年1月1日発行（2019年12月20日発売）、ISBN 978-4-253-23858-8
  9. 2020年7月1日発行（2020年6月19日発売）、ISBN 978-4-253-23859-5
  10. 2021年3月1日発行（2021年2月19日発売）、ISBN 978-4-253-23860-1

## 関連作品
- 魔剣豪画劇 - リイド社の『コミック乱ツインズ 戦国武将列伝』に連載されたフルカラー漫画。衛府連載開始号の『チャンピオンRED』に別冊付録として添付された。